# Liste der Bischöfe von Southwark
Ab 1877 gehörte das Gebiet der späteren anglikanischen Diözese Southwark zur Diözese Rochester in der Church of England. 1891 wurde ein Suffraganbistum geschaffen, das 1905 zur eigenständigen Diözese erhoben wurde. Der einzige Suffraganbischof war von 1891 bis 1905 Huyshe Yeatman-Biggs.
Die folgenden Personen waren Bischöfe von Southwark:
| Bischöfe von Southwark                        | Bischöfe von Southwark | Bischöfe von Southwark                                     | Bischöfe von Southwark |
| Name (Lebensdaten)                            | Amtszeit               | Anmerkung                                                  | Bild                   |
| --------------------------------------------- | ---------------------- | ---------------------------------------------------------- | ---------------------- |
| Edward Sturat Talbot († 30. Januar 1934)      | 1905 bis 1911          | davor Bischof von Rochester, danach Bischof von Winchester |                        |
| Hubert Murray Burge († 11. Juni 1925)         | 1911 bis 1919          | danach Bischof von Oxford                                  |                        |
| Cyril Forster Garbett († 31. Dezember 1955)   | 1919 bis 1932          | danach Bischof von Winchester und Erzbischof von York      |                        |
| Richard Godfrey Parsons († 26. Dezember 1948) | 1932 bis 1941          | danach Bischof von Hereford                                |                        |
| Bertram Fitzgerald Simpson                    | 1941 bis 1958          | er gab seinen Posten zu Lebzeiten ab                       |                        |
| Mervyn Stockwood                              | 1959 bis 1980          |                                                            |                        |
| Ronnie Bowlby († 21. Dezember 2019)           | 1980 bis 1991          | davor Bischof von Newcastle                                |                        |
| Roy Williamson                                | 1991 bis 1998          | davor Bischof von Bradford                                 |                        |
| Thomas Frederick Butler                       | 1998 bis 2010          | davor Bischof von Leicester                                |                        |
| Christopher Chessun                           | 2010 bis               |                                                            |                        |